# Johanna Fischer

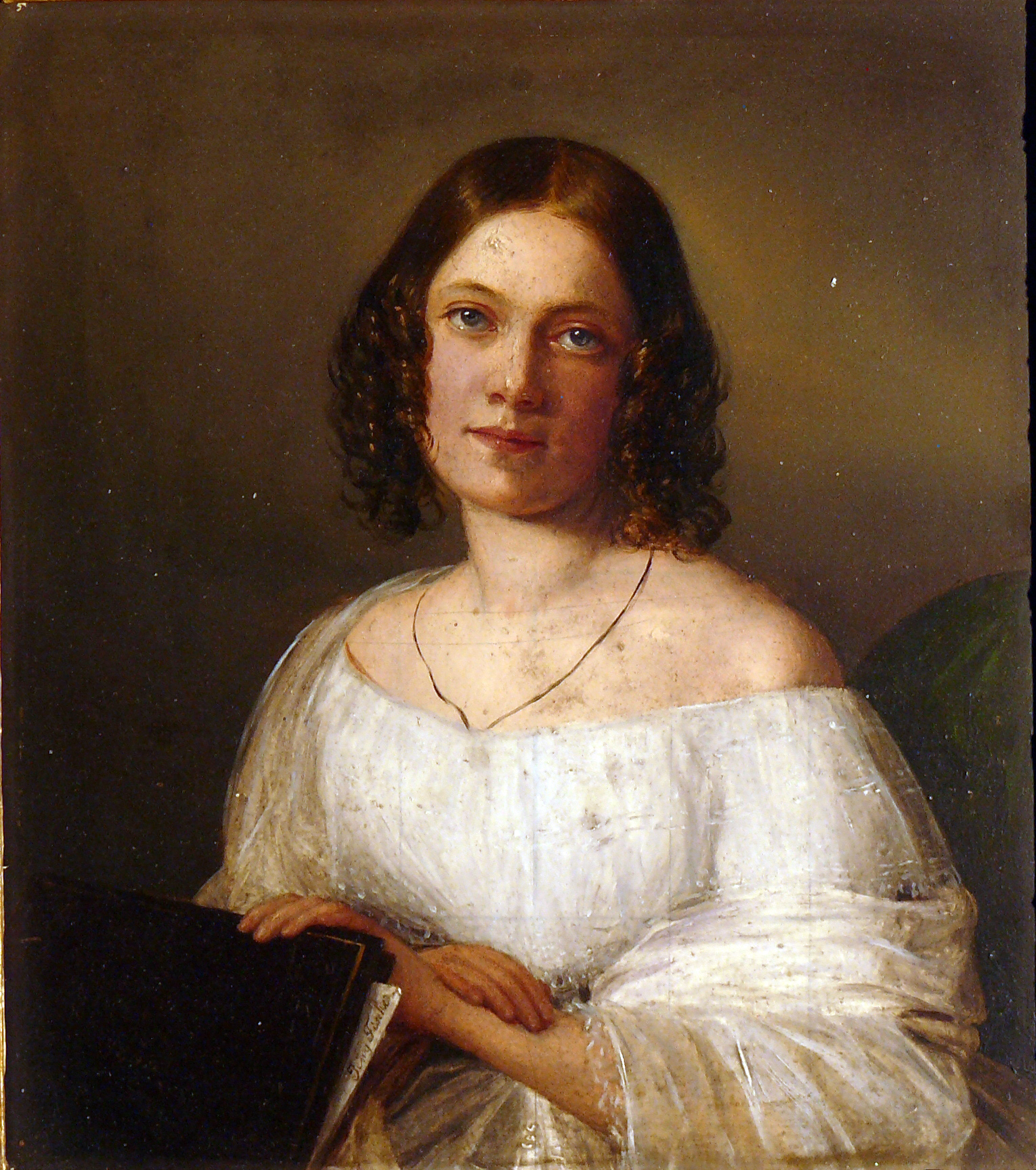
Johanna (Jenny) Fischer: Selbstporträt um 1840

Johanna Fischer, auch Jenny Fischer und Jeny Fischer (geb. 4. Mai 1820 in Wien; gest. 20. April 1888 ebenda), verehelichte Johanna Edle von Strobach, war eine österreichische Malerin des Wiener Biedermeiers.

## Leben
Johanna Fischer wurde laut einer privaten Familienchronik in Wien IX., in der Alservorstadtkaserne am 4. Mai 1820 geboren. Sie war die Tochter von Dr. med. Carl Michael Fischer, k. k. Regimentsarzt und dessen Frau Theresia, geb. Meinong von Handschuchsheim. Am 9. August 1847 heiratete sie den späteren k. k. Statthaltereirat Friedrich Edlen von Strobach, mit ihm hatte sie vier Kinder. Am 20. April 1888 starb sie im Allgemeinen Krankenhaus, Alser Straße 4, in Wien. Ihr Grab befindet sich in Wien am Hernalser Friedhof.
Von Johanna Fischer sind in erster Linie Stillleben und Porträts bekannt. Ab 1840 nahm sie an den Akademieausstellungen zu St. Anna teil, wo sie neben Künstlern wie Franz Eybl, Joseph Nigg, Franz Xaver Petter Blumenbilder, Früchtestücke und Porträts ausstellte (vgl.). „Neben Johanna Fischer signierte sie auch mit Jeny Fischer. Es ist wahrscheinlich, dass [...] sie Schülerin in der Privatklasse Waldmüllers war, da sie als Frau zu einem regulären Studium an der Akademie nicht zugelassen war und sich in ihrem Stil deutlich an Waldmüller anlehnte.“

## Werke
Heute bekannte Werke:
- Stilleben mit Früchten (Abbildung in [5])
- Selbstporträt (Privatbesitz)
- Stillleben mit Rosen und Madonna[6]

In der Kunstausstellung der Österreichisch-Kaiserlichen Akademie der vereinigten bildenden Künste ausgestellte Werke (aufgelistet in ):
- Früchtenstück
- Rosen und Tauben
- Weintrauben und Kaninchen
- diverse Blumenbilder und Porträts